# Anna Maria Anguissola

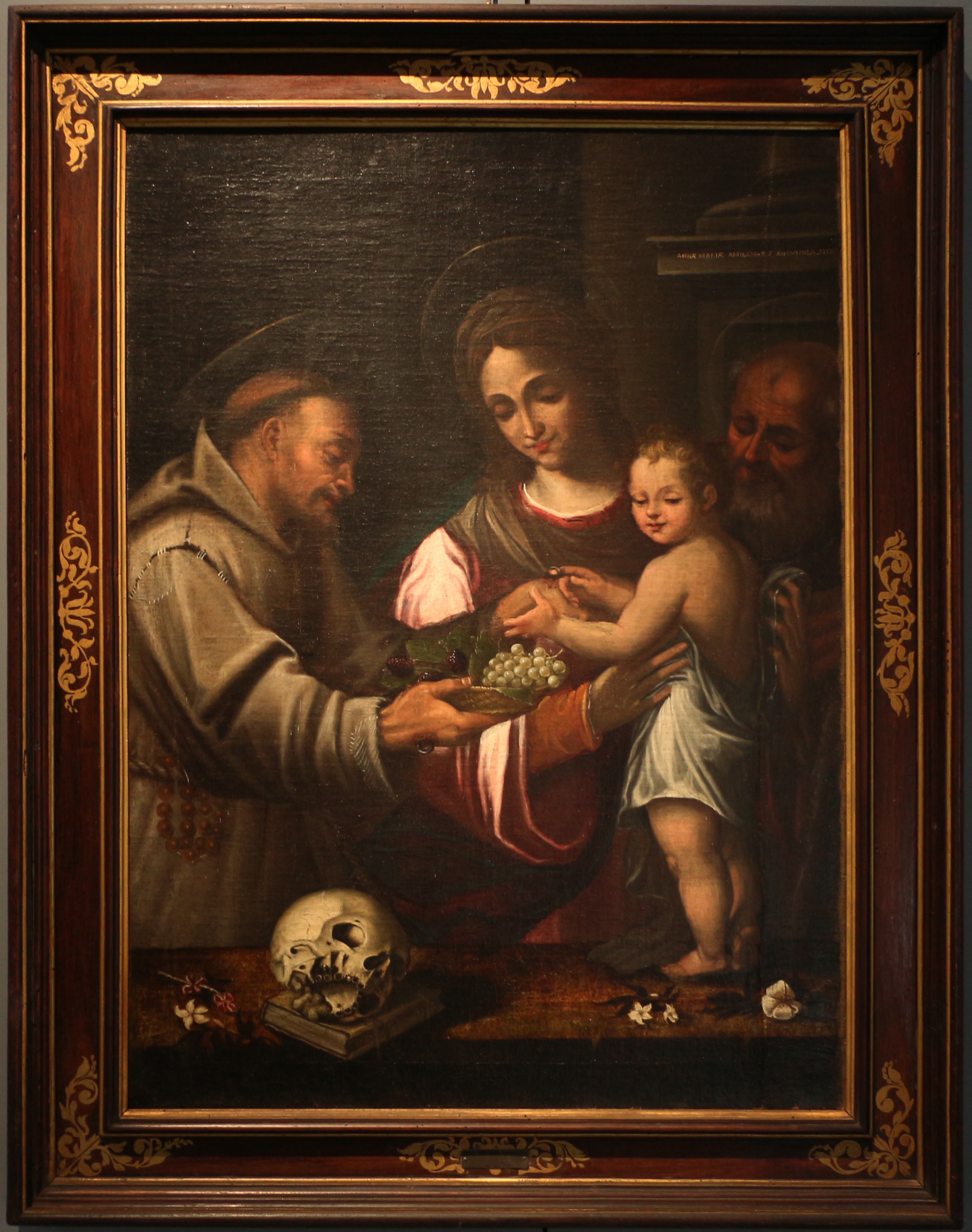
Anna Maria Anguissola, Sacra famiglia con san Francesco

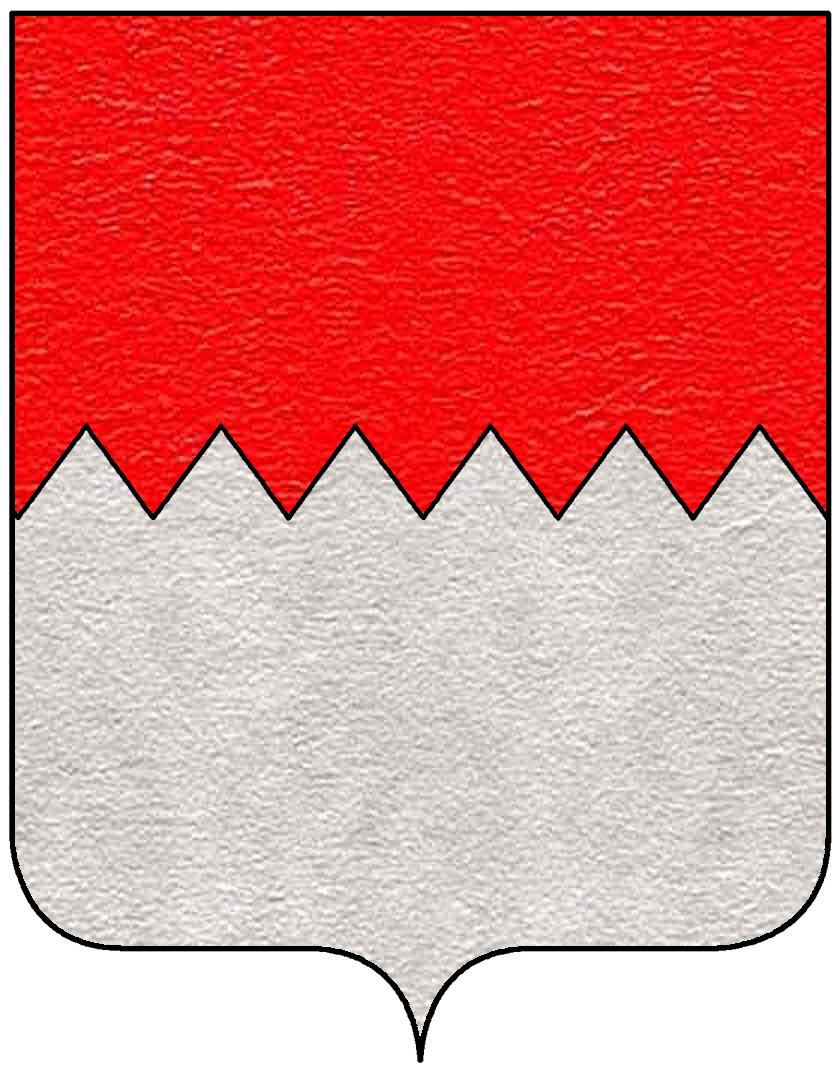
Stemma degli Anguissola

Anna Maria Anguissola (Cremona, 1555 ca. – 1611 ca.) è stata una pittrice italiana.

## Biografia
Su Anna Maria, la minore dei figli di Amilcare Anguissola e di Bianca Ponzoni, le notizie biografiche sono scarse. I figli della coppia erano: Sofonisba (1535-1625), pittrice; Elena (1536-post 1585), pittrice, poi suor Minerva; Lucia (1537-1565), pittrice; Minerva (1539-1566), insegnante; Europa (1542 o 1543-), pittrice; Asdrubale (1551-1623), musicista; infine Anna Maria.
Francesco Zava, suo contemporaneo, ne cita appena il nome. Probabilmente fu istruita nell'arte della pittura dalle sorelle maggiori. Il primo documento reperito risale al 1574, quando vengono richiesti suoi i documenti, perché è promessa a suo cugino Giacomo Sommi - figlio di Gaspare - che accetta di sposarla con una dote inferiore a quella che si assegna a quel tempo ad una ragazza di nobile condizione. Il matrimonio fu celebrato a gennaio 1574. Poiché all'epoca di regola non ci si poteva sposare prima di aver compiuto diciassette anni, la sua data di nascita non può essere posteriore al 1557.
Nel 1581 Anna Maria Anguissola è scelta come madrina di battesimo di Scolastica, figlia del pittore Giovanni Battista Trotti, detto Il Malosso. Dal 1577 al 1591 sono registrate nascite di dodici suoi figli, certamente non tutti sopravvissuti. Suo marito morì nel 1611.
Anna Maria Anguissola si dedicò al ritratto e dipinse anche soggetti religiosi. Grasselli ricorda di aver visto, in una collezione privata di Cremona, una Sacra famiglia, dipinta da Anna Maria Anguissola su modello della Madonna della Scala di Correggio e una Madonna con Bambino e san Giovannino firmata e datata: ANNA MARIA VIRGO AMILCARIS ANGUISOLI ET SOPHONIS SOROR SUAE AETATIS ANNORUM QUINDICIM FECIT.
Non fece in tempo a caratterizzarsi dal punto di vista artistico, perché si sposò giovanissima ed ebbe molti figli che assorbirono tutta la sua attenzione.
L'unica opera conosciuta che porta la sua firma è una Sacra famiglia con San Francesco, conservata al Museo Civico Ala Ponzone di Cremona. Firmata e datata ANNAE MARIAE AMILCHARIS ANGUISOLA FILIAE, manifesta una certa durezza nei panneggi degli abiti. In primo piano, gli elementi di natura morta e il teschio, così come il cesto con uva e gelsi che tiene in mano il santo, sono trattati al contrario con finezza sull'esempio di Fede Galizia, pittrice padana coeva, specializzata in nature morte.
Un Ritratto di dama - conosciuto come la Damia da Paderno, cioè la moglie di Giovanni Maria Biffi che era imparentato con Anna Maria Anguissola - è segnalato da Giambattista Biffi, in Memorie per servire alla storia degli artisti cremonesi, come presente in casa dei conti Biffi. La dimora di campagna, detta Cà del pesce, che sorge in località San Felice, presso Cremona, con tutti gli arredi fu venduta nel 1820 da Serafino Sommi, discendente di Anna Maria Anguissola. Il ritratto è conservato dai proprietari di questa casa ed è stato esposto nel 1994-1995 alla mostra Sofonisba Anguissola e le sue sorelle.
Su questo ritratto sono dipinte due date: 1569 sulla parte alta del dipinto e 1568 sulla poltroncina. La giovane donna è vestita con un severo abito di velluto nero, da cui fuoriescono il colletto e i polsini di merletto bianco. Porta alle dita anelli con stemmi. La colomba d'argento volante, ricamata sul cuscino della poltrona, tra ricchi arabeschi colorati, è identica a quella dello stemma della famiglia Anguissola.
Un Ritratto di dama, alla Galleria Colonna, a Roma, attribuito al ferrarese Cancellieri, potrebbe essere opera di Anna Maria Anguissola.